# Bistum Burlington
Das Bistum Burlington (lateinisch Dioecesis Burlingtonensis, englisch Diocese of Burlington) ist eine Diözese der römisch-katholischen Kirche und umfasst den US-Bundesstaat Vermont. Es gehört mit dem Bistum Fall River, dem Bistum Manchester, dem Bistum Portland, dem Bistum Springfield und dem Bistum Worcester zur Kirchenprovinz Boston. Es wurde am 29. Juli 1853 zusammen mit dem Bistum Portland errichtet.
Bis zum 9. November 2005 war Kenneth A. Angell Bischof des Bistums Burlington, dessen Rücktrittsgesuch aus Altersgründen Papst Benedikt XVI. an diesem Tag angenommen hat. Am selben Tag wurde der bisherige Bischof-Koadjutor Salvatore Ronald Matano zu seinem Nachfolger ernannt.

## Bischöfe von Burlington
- Louis De Goesbriand, 29. Juli 1853 – 3. November 1899
- John Stephen Michaud, 3. November 1899 – 22. Dezember 1908
- Joseph John Rice, 8. Januar 1910 – 31. März 1938
- Matthew Francis Brady, 30. Juli 1938 – 11. November 1944, dann Bischof von Manchester
- Edward Francis Ryan, 11. November 1944 – 3. November 1956
- Robert Francis Joyce, 29. Dezember 1956 – 14. Dezember 1971
- John Aloysius Marshall, 14. Dezember 1971 – 18. Februar 1991, dann Bischof von Springfield
- Kenneth Anthony Angell, 6. Oktober 1992 – 9. November 2005
- Salvatore Ronald Matano, 9. November 2005 – 6. November 2013, dann Bischof von Rochester
- Christopher Coyne, 22. Dezember 2014 – 26. Juni 2023, dann Koadjutorerzbischof von Hartford
- John McDermott, seit 6. Mai 2024

## Weblinks

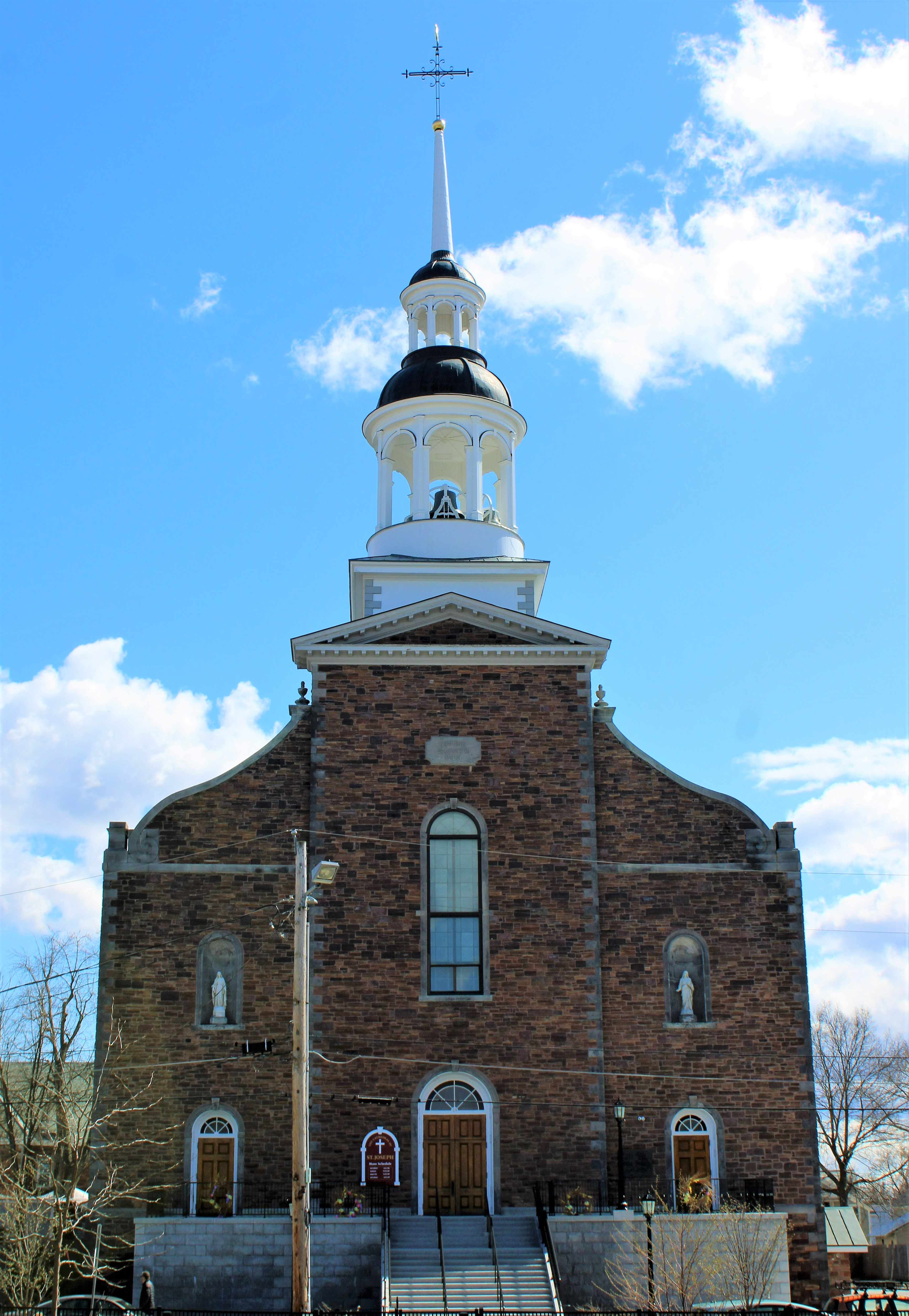
Kathedrale Saint Joseph in Burlington